# Panicum fontanale
Panicum fontanale är en gräsart som beskrevs av Jason Richard Swallen. Panicum fontanale ingår i släktet vipphirser, och familjen gräs. Inga underarter finns listade i Catalogue of Life.